# Бранко Јоровић
Бранко Јоровић (Чачак, 27. новембар 1981) је бивши српски кошаркаш, а садашњи кошаркашки тренер. Играо је на позицији крила.

## Биографија
Јоровић је започео каријеру у чачанском Борцу, а члан ФМП Железника постао је 2003. године. Са тимом из Железника освојио је национални Куп Радивоја Кораћа 2005. године, као и Јадранску лигу 2004. и 2006. године.
Учествовао је на Светском првенству 2006. у Јапану, где је са репрезентацијом Србије и Црне Горе елиминисан у осмини финала од Шпаније. Због повреде леђа коју је зарадио на Светском првенству није прошао медицинске тестове у шпанској Ђирони, па је клуб поништио уговор вредан више од милион евра.
Дана 25. јануара 2007. је потписао трогодишњи уговор са Црвеном звездом. Међутим, због неизлечене повреде и дугог опоравка није одиграо ниједну утакмицу. Очекивало се да ће за Црвену звезду заиграти у сезони 2007/08, али је стручни штаб проценио да Јоровић није спреман за велике напоре. Јоровић је поднео захтев за раскид уговора, па је 28. децембра 2007. године постао слободан играч.
Почетком 2008. године је играо за Олимпијас из Патре, да би у марту исте године прешао у екипу Свислајон Такова у којој је остао до краја сезоне 2008/09. За сезону 2009/10. се враћа у чачански Борац, да би наредну такмичарску годину провео у грчкој Кавали. Сезону 2011/12. је провео у немачком Брауншвајгу. Од 2012. до 2015. је играо за Игокеу и са њима је три пута освојио првенство а два пута куп БиХ. Поред тога, са Игокеом је у сезони 2012/13. освојио прво место у регуларном делу Јадранске лиге.
Сезону 2015/16. је почео у чачанском Борцу, да би у децембру 2015. прешао у румунски Клуж. Након што је повредио предње укрштене лигаменте, у марту 2016. објавио је крај каријере.

## Успеси

### Клупски
- ФМП:
  - Јадранска лига (2): 2003/04, 2005/06.
  - Куп Радивоја Кораћа (1): 2005.
- Игокеа:
  - Првенство Босне и Херцеговине (3): 2012/13, 2013/14, 2014/15.
  - Куп Босне и Херцеговине (2): 2013, 2015.

### Репрезентативни
- Универзијада:  2003.